# 立陶宛人民党
立陶宛人民黨是立陶宛的一個左派政黨。該黨主張親俄。立陶宛人民黨創立於2003年4月20日。立陶宛人民黨在立陶宛議會及歐洲議會沒有任何席位。該黨的創始人物卡齊米拉·普倫斯基內是立陶宛脫離蘇聯後的首任立陶宛總理。
立陶宛人民黨成立後不久就與俄羅斯第一大黨統一俄羅斯簽署合作協議，並一直保持著合作關係。 
立陶宛人民黨參加了2016年立陶宛議會選舉及2020年立陶宛議會選舉。該黨是2020年立陶宛議會選舉期間唯一支持立陶宛退出歐洲聯盟的政黨。